# Båstads samrealskola
Båstads samrealskola var en realskola i Båstad verksam från 1943 till 1971.

## Historia
Skolan fanns från 1864 som en högre folkskola som 1 juli 1943 ombildades till en kommunal mellanskola,  vilken från 1948 successivt ombildades till en samrealskola.
Realexamen gavs från 1944 till 1971.
Skolbyggnaden stod klar 1937 och tillbyggnader 1942, 1956 och 1964. Skolbyggnaden används numera av Strandängsskolan.